# قانون باكستان
القانون الباكستاني هو القانون والنظام القانوني القائم في جمهورية باكستان الإسلامية. يقوم القانون الباكستاني على أساس النظام القانوني للراج البريطاني؛ وبالتالي في نهاية المطاف على القانون العام لإنجلترا وويلز.

## التاريخ
على قائمة دومينيون باكستان في عام 1947، ظلت قوانين راج البريطاني السابقة سارية. لم تكن هناك أي نية في التاريخ القانوني الباكستاني لبدء كتاب النظام الأساسي من جديد. كان لمؤسس باكستان، محمد علي جناح رؤية فيما يتعلق بقانون باكستان، لتطبيق نظام يتوافق مع التعاليم الإسلامية، لكن لم يتحقق ذلك أبدًا. ومع ذلك، كان لهذه الرؤية تأثير دائم على المشرعين الباكستانيين اللاحقين. في عهد الجنرال محمد ضياء الحق، تم دمج عناصر من الشريعة الإسلامية في القانون الباكستاني، مما أدى إلى إنشاء محكمة الشريعة الاتحادية. في بعض المناطق القبلية الخاضعة للإدارة الاتحادية، هناك نظام قانوني يستخدم الطرق التقليدية، والذي يستمر على المستوى المحلي. على هذا المستوى غير الرسمي ، يتم تسوية النزاعات من قبل مجلس شيوخ القبائل (جركة).

## تأثيرات
تم نحت الأيديولوجية السياسية إلى حد كبير من قبل أفراد مثل محمد علي جناح، مؤسس باكستان - أثناء دراسته للقانون في لندن، أصبح معجبًا بالليبرالية البريطانية. كانت هذه التأثيرات هي التي أدت إلى استناد القانون العام الباكستاني إلى القانون العام في إنجلترا وويلز. تولى جناح دور الصدارة الفخرية للسياسة الباكستانية ونتيجة لذلك أصبحت باكستان الآن نظام قانون عام، مع إجراءات محكمة الخصومة وتتبع ممارسات القانون العام الأخرى مثل السوابق القضائية. ومع ذلك، تختلف باكستان عن القانون العام الكلاسيكي في نواح كثيرة. أولاً، تم تقنين كل من القانونين الجنائي والمدني بشكل كامل تقريبًا، وهو إرث من أيام الحكم البريطاني، عندما تم تمديد القوانين الإنجليزية إلى الهند بطرق التشريع.  تم إنهاء المحاكمات أمام هيئة المحلفين في باكستان تدريجياً منذ الاستقلال، بسبب عدم الرضا القضائي والعام عن عملها؛ وصف قاض باكستاني المحاكمات أمام هيئة المحلفين بأنها «عدالة هواة».  في مسائل القانون الدستوري تأثر الفقه الباكستاني بشكل كبير بالنظام القانوني للولايات المتحدة، وقد تبنت باكستان هيكلًا فيدراليًا على النمط الأمريكي. كما أثرت الشريعة الإسلامية والقانون التقليدي المستند إلى الجركة على التطور القضائي للبلاد.
تم تكييف العديد من القوانين البريطانية من خلال قوانين عام 1947 و1957.

## روابط خارجية
- Movement for Rule of Law، ذات الصلة بحركة المحامين الباكستانية